# Melasina tabernalis
Melasina tabernalis är en fjärilsart som beskrevs av Edward Meyrick 1911. Melasina tabernalis ingår i släktet Melasina och familjen säckspinnare. Inga underarter finns listade i Catalogue of Life.